# À la poursuite de Noël

À la poursuite de Noël (Chasing Christmas) est un téléfilm de Noêl américain réalisé par Ron Oliver, diffusé le 4 décembre 2005 sur ABC Family. C'est une version moderne d’Un chant de Noël de Charles Dickens.

## Synopsis
Le téléfilm fait référence au conte de Dickens avec Jack Cameron qui nous rappelle Scrooge avec les fantômes passé, présent, futur.[réf. nécessaire]

## Fiche technique
- Titre : À la poursuite de Noël
- Titre original : Chasing Christmas
- Réalisation : Ron Oliver
- Scénario : Todd Berger
- Société de production : Insight Film Studios
- Pays d'origine :  États-Unis
- Durée : 93 minutes

## Distribution
- Tom Arnold (VF : Michel Dodane) : Jack Cameron
- Andrea Roth (VF : Virginie Méry) : Présent
- Leslie Jordan (VF : Patrice Dozier) : Passé
- Brittney Wilson (tr) : Suzanne Cameron
- Robert Clarke : Trevor
- Sarah-Jane Redmond (VF : Isabelle Ganz) : Alison
- Benjamin Ayres (en) : Mike
- Laurie Brunetti : Vendeur de cigares
- Keith Dallas : Bob
- Casey Dubois : Enfant no 2
- Ryann Graye : Beauté au bar
- Alexis Llewellyn : Enfant no 1
- Zak Ludwig : Jeune Scrooge
- Aleks Paunovic : Vincent
- Meshach Peters : Scrooge
- Jed Rees (en) : Futur
- Marco Soriano : Concierge
- Juan Carlos Velis : Le liftier
- Nelson Wong : Caissier du drugstore

## Accueil
Le téléfilm a été vu par environ 3,2 millions de téléspectateurs lors de sa première diffusion.